# Kolos Ferenc Vaszary
Kolos Ferenc Vaszary, O.S.B., madžarski rimskokatoliški duhovnik, škof in kardinal, * 12. februar 1832, Keszthely, † 3. september 1915.

## Življenjepis
26. maja 1856 je prejel duhovniško posvečenje.
13. decembra 1891 je bil imenovan za nadškofa Esztergoma in 7. februarja 1892 je prejel škofovsko posvečenje.
16. januarja 1893 je bil povzdignjen v kardinala in imenovan za kardinal-duhovnika Ss. Silvestro e Martino ai Monti.
Upokojil se je 1. januarja 1913.